# 熊雪
熊雪（1962年12月—），男，汉族，重庆渝北人，中共党员，中华人民共和国政治人物。

## 人物经历
曾任重庆市人民政府党组成员、副市长，重庆高新区党工委书记。
2023年1月17日，熊雪当选第十四届全国人民代表大会代表；但在同年2月24日，经全国人大常委会审查不符合法律规定的代表的基本条件，依法不确认其代表资格。5月11日，因涉嫌严重违纪违法，接受中纪委国家监委纪律审查和监察调查。11月13日，熊雪被开除党籍，之后被中华人民共和国最高人民检察院批准逮捕。
2024年12月17日，河南省郑州市中级人民法院以受贿罪（1.48億餘元）判处熊雪死缓，剥夺政治权利终身，并处没收个人全部财产。